# منتخب إستونيا لكرة القدم للسيدات
منتخب إستونيا لكرة القدم للسيدات هو الممثل الرسمي لدولة إستونيا في رياضة كرة القدم النسائية، ويشرف عليه اتحاد إستونيا لكرة القدم الذي تأسس عام 1921.